# マイケル・ケニン
マイケル・ケニン（Michael Kanin, 1910年2月1日 - 1993年3月12日）は、アメリカ合衆国の映画監督、映画プロデューサー、劇作家、脚本家である。キャサリン・ヘプバーンとスペンサー・トレイシーが共演したコメディ映画『女性No.1』（1942年）によりリング・ラードナー・ジュニアと共にアカデミー賞脚本賞を受賞した
ニューヨーク州ロチェスターで生まれ、弟のガーソン・ケニンと共にキャッツキルのリゾートショーで初めて作家の仕事を得る。1939年にRKOと脚本契約をする。1940年にRKOの同僚のフェイ・ミッチェルと結婚し、以後『暴行』など多数のプロジェクトを共同で手がける。2人は『先生のお気に入り』（1958年）でアカデミー賞脚本賞にノミネートされた。

## 主なフィルモグラフィ
- そよ風の町 Anne of Windy Poplars (1940) 脚本
- 女性No.1 Woman of the Year (1942) 脚本
- ローレンの反撃 The Cross of Lorraine (1943) 脚本
- どたばたハネムーン Honeymoon (1947) 脚本
- 二重生活 A Double Life (1947) 製作
- When I Grow Up (1951) 脚本・製作
- ラプソディー Rhapsody (1954) 脚本
- 先生のお気に入り Teacher's Pet (1958) 脚本
- 放浪の剣豪 Swordsman of Siena (1962) 脚本
- 暴行 The Outrage (1964) 脚本

## 受賞とノミネート
| 賞           | 年   | 部門   | 作品             | 結果       |
| ------------ | ---- | ------ | ---------------- | ---------- |
| アカデミー賞 | 1942 | 脚本賞 | 女性No.1         | 受賞       |
| アカデミー賞 | 1958 | 脚本賞 | 先生のお気に入り | ノミネート |